# Melvin Dalton
Melvin Dalton (Melvin Joseph „Mel“ Dalton; * 15. März 1906 in Newark, New Jersey; † 13. Oktober 1983 in St. Cloud, Florida) war ein US-amerikanischer Hindernisläufer.
1928 qualifizierte er sich als Dritter der US-Meisterschaften über 3000 m Hindernis für die Olympischen Spiele in Amsterdam, bei denen er Siebter wurde.
Seine persönliche Bestzeit über diese Distanz von 9:35,6 min stellte er am 17. Juni 1928 in Travers Island auf.